# An Com
Camp (anglès) o An Com (gaèlic irlandès) és un poble prop de les muntanyes Slieve Mish al Comtat de Kerry, Irlanda, al Corca Dhuibhne. És proper al Dingle Manera i és una destinació de vacances.
El poble ha estat associat amb la llegenda dels milesians, per això la primera història registrada possible de les dates d'àrea data al voltant del 1700 aC. El transport ferroviari local inclou la línia al llarg del Tralee and Dingle Light Railway. l'església de Killelton, un monument nacional medieval, és a 2.5 km (1.6) a l'est.